# Złoty Stok-Kolonia
Złoty Stok-Kolonia (do 1945 niem. Herrmannswalde) – dawna kolonia, zniesiona część miasta Złoty Stok, położona w gminie Złoty Stok, w powiecie ząbkowickim, w województwie dolnośląskim.

## Położenie
Miejscowość położona jest na Przedgórzu Paczkowskim. Leży nad potokiem Świda.
Zabudowa miejscowości skupia się wzdłuż dwóch ulic prostopadłych do ulicy 3 Maja, Stefana Żeromskiego i Jana Kasprowicza.
Przez miejscowość przebiega droga wojewódzka nr 390.

## Toponimia
Nazwa Herrmannswalde została nadana w 1933 roku. Nazwa kolonii wywodzi się od imienia Herman. Dokładnie od Hermanna Güttlera, członka i właściciela firmy Güttlerów zmarłego w 1906 roku. Nazwa nadana na jego cześć przez jego synów-następnych właścicieli fabryki (Hermannswalde = Las Hermana). Po II wojnie światowej nie przypisano temu miejscu nowej nazwy. Za obecną nazwą stała społeczność lokalna, przybyła do tego miejsca. Ze względu na dużą odległość od miasta miejscowość nazwano kolonią.
Stosuje się również nazwę Kolonia Żeromskiego. Nazwa wzięła się od nadanej po wojnie nazwy ulicy Stefana Żeromskiego, na której wcześniej działał zakład produkcji prochów, który zainicjował powstanie kolonii. W odniesieniu do południowej części miejscowości stosuje się nazwę Kolonia Kasprowicza, która za czasów niemieckich nazywała się Ziegelei Baracke.

## Historia

### Kolonia Żeromskiego
W 1914 rozpoczęła się I wojna światowa, która zwiększyła popyt na artykuły militarne. Takie artykuły jak amunicja, lonty i prochy produkowane były w Złotym Stoku przez firmę W. Güttler prowadzoną przez rodzinę Güttlerów. W 1915 roku postanowiono wybudować na niezagospodarowanej polanie obok drogi wiodącej do miasta fabrykę prochu amonowego. Fabryka znajdowała się 200 m na północ od cegielni. Fabryka posiadała 3 linie produkcyjne, a wyprodukowany materiał stosowano w pociskach artyleryjskich. Po zakończeniu wojny w 1918 r. fabryka została zlikwidowana, a budynki produkcyjne wyburzone. Część budynków nie zburzono za zgodą alianckiej komisji wojskowej. Rozbiórkę ominęły takie budynki jak: stołówka, warsztat, domek portierni z łaźnią, dom majstra, budynek dyrekcji oraz 2 magazyny. Niewyburzone budynki przeformowano na mieszkania przekształcając dawny teren fabryki na niewielkie osiedle zamieszkiwane przez około 50 osób. W 1933 na cześć Hermanna Güttlera kolonię nazwano Herrmannswalde, a drogę do niej Hermann Güttler Straße.

### Kolonia Kasprowicza
W połowie XIX w. niedaleko drogi wiodącej do Złotego Stoku wybudowano cegielnię. W tej cegielni produkowane były cegły, które służyły do budowy złotostockiej poczty i domów. W 1935 r. niedaleko cegielni wybudowano 10 domów dla jej pracowników. Wtedy miejscowość zaczęto nazywać Ziegelei Baracke.
W 1938 r. na terenie obu kolonii znajdowało się 17 budynków, które zamieszkiwało ok. 110 osób.

### Współczesność
Po II wojnie światowej rozebrano cegielnię, a jedyne co pozostało po niej to staw przy ul. Stawowej. W 1983 roku miejscowość połączyła się zabudową z miastem. W 2006 roku na wniosek rady miasta przestała funkcjonować jako część miasta. Uzasadnieniem było zabudowanie całego obszaru dzielącego miasto z kolonią przez co nie spełniało warunków, którymi określa się kolonię.
W 2016 roku kolonia obchodziła 100-lecie istnienia. Z tej okazji zorganizowano imprezę nazywaną „Koloniadą”. Od tamtej pory kolejne rocznice istnienia organizowane są regularnie.

## Zabytki
Do najważniejszych zabytków miejscowości należą:
- dom, ul. Żeromskiego 2, z 1915-1917 r.
- dom, ul. Żeromskiego 4, z 1913 r.
- dom, ul. Żeromskiego 5, z 1915-1917 r.[5]
- krzyż przydrożny, z 1900-1927 r.